# F-ZERO ファルコン伝説
『F-ZERO ファルコン伝説』（エフゼロ ファルコンでんせつ、英名：F-ZERO The Legend of Falcon）は、任天堂のコンピュータゲーム『F-ZEROシリーズ』を原作とするテレビアニメとゲームボーイアドバンス用ゲーム、漫画、及び玩具からなるメディアミックス作品。
一部の登場人物が同一であるなどにもかかわらず、時代設定が23世紀であり、これは他の『F-ZERO』シリーズと異なっている。

## あらすじ
2051年、リュウ スザクは凶悪犯罪者ゾーダを追っていた際に事故で重傷を負い、150年間コールドスリープされていた。2201年に目覚めたリュウは、時を同じくしてゾーダがダークミリオンの元で目覚めたことを知り、因縁に決着を付けるため高機動小隊に参加し、ダークミリオンとの戦いに身を投じる…。

## テレビアニメ
テレビ東京系列で2003年10月7日から2004年9月28日まで放送されていた。全51話。

### 概要
「明確なストーリーが無いゲーム」、「アメコミ調でアクの強いキャラクター」、「レースが全てを決める世界」など、アニメには受け入れにくい要素が多く含まれている原作を大幅にアレンジし、SFチックで比較的にシリアスな世界観のもと、個性溢れる登場人物達の挫折や成長を描写した人間ドラマ、ギャグやユーモアの効いたコメディ要素、回の見せ場である白熱のレースシーンなどが描かれる、子供から大人まで楽しめるストーリー展開が特徴である。
なお、F-ZEROマシンを始めとするメカのほとんどはCGで描かれており、作中にはゲームと同じコースも登場する。
音響監督の松浦典良が2005年1月15日に亡くなったため、今作が彼の遺作となった。

### 世界観
基本的な世界観についてはF-ZEROシリーズ及びF-ZEROの登場人物を参照。ここでは原作との違いや特徴的な設定について述べる。
舞台は西暦2201年（第13話からは2202年）、100年前に異文明とのファーストコンタクトがあり、現在では地球に住む3割の人が異星人となっている。またミュートシティはかつてのニューヨークであり、高機動小隊の本部やファルコンハウスなどが存在する物語の中心地である。第一回F-ZEROグランプリは70年前で、若い頃のシルバー ニールセンなどが参加している。なお、ミスター ゼロもその頃からいる模様。
一般的なF-ZEROレースの場合、1レースの出場台数は24台で、周回は10周。また、レース直前には出場者全員によるフリー走行があり、出場者や観客がコースの概要を把握できる。
F-ZEROマシンの切り札であるブーストは単なる加速ではなく、周囲の空間にフィールドを形成する力がある。それにより、不安定なマシンをフィールドに取り込んで自爆させたり、強力なものになると亜空間に穴を開けたり、ワープまがいのこともできる。F-ZEROマシン以外の一般車も全てタイヤが無く、宙に浮いている（ただし、宙に浮く原理はF-ZEROマシンとは違う）。そんな中で、リュウが150年前に乗っていたようなタイヤのある車は「クラシックカー」と呼ばれ、高値で取引されている。
「高機動小隊」と「ダークミリオン」の二大組織の対立が物語の主軸の一つで、両組織に所属していない（何人かは高機動小隊もしくはダークミリオンに加担している）F-ZEROパイロットはサブキャラあるいはゲストキャラの扱いになっており、1話（1度）しか登場しないキャラも多い。その回に登場しないキャラでも、話には絡まないが、マシンだけならレースの背景キャラとして参加している場合がある（色違いを含む）。
キャプテン・ファルコンは特定の個人の名前ではなく、その時代を守るために存在している「正義の象徴」ともいえる人物の名前。またブラック シャドーも同様に「悪の象徴」である。両者は遥か昔から対立しており、その戦いは現代まで受け継がれてきた。

### 登場人物
一部のキャストは民間人などの端役も担当している事がある。
リュウ スザク (Ryu Suzaku)
声 - 森川智之
23歳。7月28日生まれで、血液型はA型。『ファルコン伝説』の主人公。2051年当時、ニューヨークでは名の知れた警察官にしてF-1レーサーだった彼は「マシン刑事（デカ）」の異名で悪人に恐れられていた。しかし、凶悪犯ゾーダを追っている際に事故に遭い、当時の医療技術では治せないほどの重傷を負う。その後、彼はその能力を惜しまれて、コールドスリープされたのであった。そして2201年。150年の時を経て彼はジョディ サマーの手で目覚め、高機動小隊の一員となる。一本気で正義感の強い性格だが、それゆえに直情的で、尚且つ物事を何かと1人で抱え込んでは独断専行で無茶をしやすい傾向があり、よくジョディに叱られている。150年もの時代の変化に馴染めず、しばしば仲間と衝突しながらも、ダークミリオンの優勝を阻止するため、時を同じくして2201年に蘇ったゾーダとの決着をつけるため、彼は多くの戦いに身を費やす事になる。
「バートのF-ZERO教室」によれば、ボストンの片田舎育ちで愛犬家、レーサーの父親と病弱な母親がいたという。幼少から母に代わって家の手伝いをしていたため、家事はそれなりに得意。しかし料理の腕に関しては若干怪しいようで、ファルコンハウスでジャックとクランクに自身の創作料理を振る舞った翌日に二人が食当たりで仕事を欠席する羽目になった、という話があるほど。
ミサキ ハルカを恋人に持つ。ルーシーに恋心を寄せられているが、本人は気づいていない。
当初はコーヒーをブラックで飲んでいたが、いつの間にか砂糖とミルクを入れるようになっていた。
終盤ではクランクの友人アリアスの家から見つかったハルカの日記帳から、自分がコールドスリープされた後にハルカが自分の敵を打つためにゾーダを追ったまま行方不明になった事と、ゾーダからハルカが150年前に自分と一緒に冷凍刑にされた事を伝えられてミス キラーがハルカではないかという疑念を抱くようになり（後のこの予想は的中していた事が判明する）、以後ミス キラーが相手だと本気を出せなくなってしまう。
42話にてクランクからキャプテン ファルコンの正体がバート レミングである事を告げられる。
46話にて自分が2201年に蘇った理由をジョディとスチュワートから告げられ、自分が宇宙を救う者（セイブス）である事を知りその使命を果たす決意を固める。50話でキャプテン ファルコンからブラッド ファルコンが所有していたリアクターマイトを託され、クラッシュの手でドラゴンバードに搭載された。最終決戦ではキャプテン ファルコンと共にファルコンフライヤーに乗って暗黒星雲に向かったが、ブラック シャドーに導かれてしまい、一人だけダークマターリアクター内部に入りブラック シャドーと最後の戦いを繰り広げる。しかし2つのリアクターマイトを発動させる事がなかなか出来ず、さらにハルカを人質に捕られていたため次第に追い詰められていくが、後から駆けつけたキャプテン ファルコンの救援と、ダークマターリアクターに飲み込まれたゾーダに「とっとと女（ハルカ）の事でも思い出して力を出せ!」と煽られた事により（その時本当にハルカの事を思い出していた。）ブーストファイアー・フル・パワーを発動。ダークマターリアクターを暴走させてエネルギー炉の爆発を起こした。だがキャプテン ファルコンもブラック シャドーと共に爆破に巻き込まれてしまい、キャプテン ファルコンの最後をその目で見届ける事となる。その後ジョディからファルコンのヘルメットを託され、キャプテン ファルコンの意思を継ぐ決意をする。5年後の新たなF-ZEROレースではキャプテン ファルコンとしてレースに出場し、レーサーとしてデビューしたクランクを抜き去った所で物語は完結する。
搭乗マシンはドラゴンバード (DRAGON BIRD) 。重量：1,850キログラム、性能評価：B/B/B、No.00。全ての性能が高水準で纏まっているが、重量のおかげでテクニカルコースで小回りが利かないため、むしろ直線向きのマシンと言える。機体ナンバーの由来は「可能性は無限大(∞)」という意味から00である。
キャプテン ファルコンの名を継いだ後のマシンはブルーファルコン2 (BLUE FALCON 2) 。重量：1,380キログラム、性能評価：B/B/C、No.7。こちらのブルーファルコンはブーストがやや高くなった分、グリップが若干減少している。
ルーシー リバティ (Lucy Liberty)
声 - 水樹奈々
20歳。以前からF-ZEROの大ファンだったが、レース会場行きのバスを宇宙暴走族に襲撃されたところをリュウに救われ、その後技術知識で銀河警察に入隊志望し、高機動小隊に入った少女。経験は浅いが的確な走りをする腕を持つ。クラッシュと共にマシンの整備や研究を行う事も多く、また独自にゴマー&シオーのマシンを改造してツインノリッタにしたり、マシンにミサイルポッドを取り付けたり（反則行為）と実力は高い。ドジを踏む事もあるが、基本的には真面目でしっかり者であり、女好きのジャックもこのルーシーには手を出さない。ジョディとは対照的に、料理が得意。クランクのお姉さん的存在。先述のバス襲撃事件以来、リュウには恋心を抱いており、一緒にいる事は多いものの、リュウには全く気づいてもらえない。
終盤ではミス キラーから記憶チップを手渡された際に今までのミス キラーとは明らかに様子が違う事に疑念を抱き、リュウに問い詰めてミス キラーの正体がハルカである事に気付いた。リュウとハルカの幸せを願うため結局自ら身を引く事になり、片想いに終わる（人生としては良い経験になった模様で、実際ジャックに「お前、いい女になりそうだな」と言われた。）。
搭乗マシンはエレガンスリバティ (ELEGANCE LIBERTY) 。重量：1,000キログラム、性能評価：B/C/A、No.31。ゲーム版『ファルコン伝説』ではカードe+限定マシン。軽量でグリップが高く、彼女に合わせた、初心者向けで走りやすいマシンといえる。コーナリング性能が非常に優れる反面、スピードは若干低めなので、直線コースよりはテクニカルコース向き。
ミス キラー / ミサキ ハルカ (Miss Killer / Misaki Haruka)
声 - 吉田小百合
21歳。ダークミリオンの幹部で一流の殺し屋。リュウの恋人・ミサキ ハルカと瓜二つの外見を持つ。ブラック シャドーのお気に入りの部下でエリート意識が強く、見下すような言動が多いため、ゾーダと対立している。冷徹な性格で、その姿でリュウを惑わし何度も命を奪おうとした。
その正体はミサキ ハルカ本人である。ブラック シャドーに洗脳されているため、その自覚がない。
150年前、レースクイーンだったハルカは、同じく一流のレーサーだったリュウと知り合い、しばらくの間交際を続けていた。しかし、リュウが彼女にプロポーズしようとしたその日、リュウはゾーダを追う途中事故に遭い、コールドスリープされてしまう。その後レースクイーンを引退し、ゾーダが死刑にならず冷凍刑にされる事を知ったハルカは仇を討とうとゾーダの元へ向かったが、ゾーダの仲間と誤解され、共に冷凍刑にされてしまった。そして150年後、彼女はゾーダと共にブラック シャドーの手によって目覚め、洗脳されてミス キラーとして生まれ変わった。元々抱いていたゾーダへの憎しみは洗脳後も残っており、それが前述の彼に対する高圧的な態度に表れている。以来、リュウ達を色々な手で苦しめてきたが、終盤でゾーダのリアクターマイトの力によりハルカの記憶を取り戻す。だがその事を知られると自分の命がないと思い、冷徹なミス キラーを演じ続ける。その後リュウの部屋へ訪ねた時にルーシー達と楽しげに話すリュウの姿を見て、もうリュウとは昔のような関係には戻れないと悟り婚約指輪を持ったまま立ち去ってしまった。後にリュウと再会した際に「私の指に合わなかった」と言って指輪を投げ返し、リュウとの決別を決意。以後、ブラック シャドーの計画を探るためにミス キラーを演じながら影でリュウ達に協力するようになる（ゾーダに捕まったロジャーとドラグが閉じ込められた部屋の鍵を解除して脱出の手助けをしたりした。）。
ブラック シャドーの計画を引き出したチップをレース中にリュウに渡そうとするがキャプテン ファルコンやルーシーの妨害を受けてコースアウトしてしまい、仕方なくルーシーに渡してそのままダークミリオン本部へ戻ったが、ブラック シャドーから全てを見抜いていた上であえて泳がせていた事を告げられて、ついに裏切りが発覚してしまう。その後カプセルに閉じ込められたまま宇宙に放り出され、サムライ ゴローの船に拾われる。駆けつけたリュウを目の前にした彼女は、感極まって自らの胸に銃を当てて拒絶するがリュウの説得によってついに心を開いた。しかし突然現れたブラック シャドーによって再び攫われてしまった（実際はリュウのリアクターマイトのエネルギーを増幅するために彼女を利用したものだった。）。
最終決戦ではカーボンフリーズを施されて人質にされていたが、救援に駆けつけたキャプテン ファルコンによって救われた。
ダークマターリアクター消滅後、150年前に待っていた思い出の場所でリュウとの本当の再会を果たし、150年間引き裂かれたリュウとの関係はついに結ばれる事となった。その時の彼女にはミス キラーの面影はなく、リュウの恋人ミサキ ハルカの素顔に戻っていた。5年後の世界ではリュウと結婚し、バートに代わってファルコンハウスを経営している。
なお、ミス キラーがハルカであることが正式に判明したのは物語終盤だが、放送開始当初発売された自由帳で、その事がいち早く暴露されてしまった（キラーの絵のところにちゃっかりMISAKI HARUKAと書かれていた。）。ゲーム版『ファルコン伝説』ではカードe+限定キャラクターで、ここでもミサキ ハルカの名前で登場している。
搭乗マシンはムーンシャドー (MOON SHADOW) 。重量：1,110キログラム、性能評価：B/C/B、No.32。ブラックシャドーによって膨大な費用を賭けて製作されたマシン。ボディ強度とグリップに優れ、その他の性能も加速が僅かに鈍い以外はバランスがよい。アニメ版や『CLIMAX』でのブースト使用時のオーラは赤色。
クランク ヒューズ (Crank Hughes)
声 - 小松里賀、千葉一伸（5年後）
11歳。7月28日生まれ。惑星ヘルでリュウが出会った少年。コンピューターの腕は超一流であり、高機動小隊の面々を影からサポートする。右目に様々なデータが表示されるゴーグルを装着している（シャットも可能）。かつてはゾーダに頼まれて強力なコンピュータウイルスを作ったりもしたクラッカーであったが、リュウ達と出会ってからは足を洗い、バートの好意でファルコンハウスで手伝いをしながら住むようになった。バートに父の、ジョディに母の面影を感じている。
34話にてマイティ ガゼルは自分の父親、ロイ ヒューズであり、35話ではロイの古い友人であるキャプテンファルコンがバートである事を知る。キャプテンファルコンの正体については長い間秘密にしていたが、バートが行方不明となった際に我慢できず42話でリュウとジョディに教えてしまう。5年後の世界ではリュウのドラゴンバードを引き継ぎ、レーサーとしてデビューする。
『CLIMAX』での搭乗マシンはアニメ版最終決戦仕様のドラゴンバードEX (DRAGON BIRD EX)。重量：1,880キログラム、性能評価：B/A/Cと、リュウが乗る場合と異なる（マシンナンバーはリュウの場合と同じく00）。こちらのドラゴンバードはグリップ力を犠牲にしてブーストが飛躍的に高くなったが、それ故に上級者向けのマシンになっている。
なお、アニメ版最終話のクランクは父が乗っていたレッドガゼルに乗っており、5年後で乗っていたのは通常仕様のドラゴンバードである。最終決戦仕様のドラゴンバードにはリュウしか乗っていない。
リサ ブリリアント (Lisa Brilliant)
声 - 浅野まゆみ
年齢不詳。宇宙海賊であり、サムライ ゴローの妻。ゴローが唯一頭が上がらない相手である（彼女がレディースレース中に海賊船を出して妨害行動に出た時もゴローは「（彼女も）ああなったら止められねえ」と発言している）。彼女に憧れてゴローの部下になった者も多い。夫婦仲は良好だが、互いに風来坊なため、同居はしていない。ピンク色のカニ型宇宙船「エクセレントオブクイーン」を所有。25話の「バートのF-ZERO教室」によるとピンクはラッキーカラーらしく、ゴローのファイアスティングレイも同様に塗った（が、仕返しにパンツァーエメラルドを緑色に塗られ、宇宙船を用いての夫婦喧嘩に発展したこともある）。最初の方ではジャックを欺き、アストロロビンを強奪し高機動小隊の本部からF-ZEROレースの賞金を奪い取った挙句アストロロビンを色替えし逃走も計っていたが、今はゴローの手助けをしたりしている。
搭乗マシンはパンツァーエメラルド (PANZER EMERALD) 。重量：1,900キログラム、性能評価：A/D/B、No.33。形状は大きく異なるが、ゴローのファイアスティングレイに近い性能を持つ。『ファルコン伝説』取扱説明書や『CLIMAX』でのマシン紹介では「操作にはテクニックが必要」と記載されているが、実際はファイアスティングレイとさほど変わらない操作性である。
バート レミング / アンディ サマー (Burt Lemming / Andy Summer)
声 - 田中秀幸
年齢不詳。4月10日生まれで、血液型はA型。リュウの行きつけカフェ「ファルコンハウス」のマスターで、重度のF-ZEROファン。レースの日は店を休みにする事が多い。クランクの父親的存在。紳士的で、リュウに対して「リュウさん」と呼び、ジャックを「ジャック君」、ルーシーとクランクに対してはそのままで呼び捨てている（ただしクランクに対して初登場時には「君」付けで呼んでいる。またルーシーに対しては35話以降「さん」付けで呼んでいる）。毎回次回予告の後、「バートのF-ZERO教室」というコーナーがあり、ディフォルメ化されたバートが視聴者からの質問に答えている。左目の傷の事を度々聞かれたが、真相は最後まで不明だった（「バートのF-ZERO教室」最終回での彼の態度を見ると、どうやらとても恥ずかしい理由でできた傷だったらしい）。お世辞にも絵が上手いとは言えない。得意料理は納豆のカレー（クランクの好物だが、リュウの口には合わない模様）。
35話にて本名はアンディ サマー と言う事が明かされた。名前のとおり、ジョディの兄である（ジョディは亡くなったと思っていた）。同時に自らがキャプテン ファルコンの正体である事も明かされた。キャプテン ファルコンについては上述。
38話にて惑星タンカルでブラッド ファルコンと共に切り裂いた空間に巻き込まれて消滅したかに見えたが程なくして脱出し、ブラック シャドーを欺くため行方不明になったように見せかけて謎の覆面パイロット「バーサーカー」に成りすましてF-ZERO委員会の内部調査に乗り出していた。なお、バート不在となった時のファルコンハウスはクランクが代わりに経営していた。
47話にてF-ZERO委員会本部で拉致されたリュウを救うためにブラック シャドーの目の前でバーサーカーの正体を明かし、リュウと共にブーストファイアを発動してF-ZERO委員会本部からの脱出に成功。その後ファルコンハウスに客として訪れたリュウをマスターとして出迎えた。
搭乗マシンはブルーファルコン (BLUE FALCON) 。
バーサーカー (Berserker)
ドン ジーニーに雇われた、ダークミリオンに従う謎の覆面パイロット。
その正体は行方不明と思われたキャプテン ファルコンである。F-ZERO委員会の動きを調査するために、素顔を隠していた。
搭乗マシンはレッドブル (RED BULL) 。重量：2,200キログラム、性能評価：A/C/B、No.77。ブルーファルコンに擬装を施したものだが、性能はブルーファルコンとは大きく異なる。ゲームでは『CLIMAX』にのみ登場。外見と性能がブラックブルに似ており、最高速度とボディ強度はブラックブルと同等であり、ブラックブルと同様にサイドアタックで相手マシンを一撃で破壊する事も可能である。ブースターやグリップ力はブルーファルコンと同等で、総合的なポテンシャルは高いが重量が重い分小回りが利かないため、上級者向けマシンになっている。
ダークソルジャー (Dark Soldier)
ダークミリオンの一般戦闘員であるロボット。それなりの喜怒哀楽は持っている。『CLIMAX』ではプレイヤーキャラクターとして登場。なお、色違いがリサの部下として働いている。
搭乗マシンは量産型デスアンカーであるソルジャーアンカー (SOLDIER ANCHOR) 。重量：1,720キログラム、性能評価：D/B/B（『CLIMAX』取扱説明書のマシン紹介では重量：1,620キログラム、性能評価：E/A/C）、No.34。デスアンカーと違い、ブースターを抑えられた反面、強度とグリップを強化してバランスが取れているため、マシンの強度にさえ気をつければ初心者でも扱える。最高速度は高め。なお、ゲーム版ではオレンジ色だが、アニメ版では様々な色のバリエーションが登場する。アニメ版や『CLIMAX』でのブースト使用時のオーラは赤色。
アンソニー ロプキン (Anthony Ropkin)
声 - 千葉一伸
年齢不詳（コールドスリープを考慮すれば90歳以上）。
シルバー ニールセンの若い頃のライバルである宇宙人。ローカルレースでは連戦連勝を記録する謎の凄腕パイロット。ニールセンとの決着を付ける直前に事故にあって重傷を負い、リュウと同じようにコールドスリープされて現代に蘇った。
搭乗マシンは名称、ナンバー、性能共に不明だが、復帰後のマシンの外見は赤いゴールデンフォックス。ゲームには登場しない。
キャプテン・ファルコン (Captain Falcon)
声 - 田中秀幸
37歳。ゲーム版の主人公で、アニメ版にも重要人物として登場。
ドクター スチュワート (Dr. Stewart)
声 - 飛田展男
2月14日生まれで、血液型はAB型。ゲームと同じく元医者のパイロットで医者としての技術を銀河警察に見込まれた。他にも遺伝子工学、ロボット工学にも精通している。性格は穏やかながら何事にも動じず常に冷静沈着。どちらかと言えば無口な方。的確な判断力を持ち、神経に隙がない。高機動小隊にまとめ役として所属し、リュウやジョディの突っ走りがちな性格を宥めたり、小隊内のよき相談役となっている。医者としての能力は高く、コールドスリープされたリュウを蘇生させたり、友人のロイをサイボーグ『マイティー ガゼル』として復活させたりしている。
アンディ サマーやロイ ヒューズと交流が深く、46話でファルコン伝説をリュウに語る際にキャプテン ファルコンの正体を知っていたことが明かされた。
ピコ (Pico)
声 - 望月健一
ゲームと同じくヒットマン。特に狙撃の能力は高く、レース中のF-ZEROマシンに小型爆弾を撃ち込む程（10話より）。気まぐれでレースに参加することもあるが、劇中ではヒットマンとしての活躍の方がメインであり、ダークミリオンからの依頼を受けて登場する事が多い。15話でのジョン タナカ暗殺計画の際は宅配便の配達員やタクシー運転手に変装している。
サムライ ゴロー (Samurai Goroh)
声 - 岩田安宣
宇宙盗賊団のボスである事はゲームと共通だが、性格はゲームに比べると非常に義理堅く渋い役どころとなっている。「盗みはするが殺しはしない」いわゆる不殺をモットーに悪い事ばかりしているが、リュウには信用されており、よく協力する（その際、リュウを何度か仲間に誘おうとしたが断られている）。宇宙船「ゴウジンマル」を所持しており、先端に取り付けられた巨大な刀はコクピットのゴローの動きに連動する。なお、ファイアスティングレイの色を塗ったのはリサらしい。腰に日本刀（750年前の業物で切れ味は鋭い）を携えていて、鉄の檻を一振りで粉々にしたり、壁の一部を円状に切り倒すなど、剣術にも長けている。その力で人を傷付ける事は一切していないが、終盤では一度だけゾーダと剣で打ち合う場面を披露した。
ゲーム版と違いキャプテン ファルコンとは全く絡まないが、「バートのF-ZERO教室」によるとファルコンを一方的にライバル視する設定自体は存在する模様。GBA版『ファルコン伝説』ではファルコンとの絡みがあるが、こちらでの性格はゲームに準じたものとなっている。
シャツに書かれている文字は「刀」で、上着の背中にも同じように書かれている。だが、後半のエピソードおよびDVDのジャケットでは「激」になっている。
マイティー ガゼル (Mighty Gazelle)
声 - 藤本隆行
正体は銀河連邦の優秀スパイにしてクランク ヒューズの父親、ロイ ヒューズ。キャプテンファルコンの正体を知っている数少ない人物でキャプテンファルコンの友人でもある。
とある事件で肉体を失い、脳細胞だけがダークミリオンに保存されていたが、28話で連中の罠により監禁されたスチュワートの手でサイボーグとなり復活した。その際にダークミリオンに利用され、スチュワートにメモリーを消去されている。ただし、一連の出来事はブラックシャドーがスチュワートの遺伝子工学技術を盗み、ブラッド ファルコンを製作するためのフェイクに過ぎなかった。
34話にて再登場した際に全ての記憶を抹消されて修繕される。ある出来事で本来の記憶を取り戻した後、ゾーダがレース場に落とした爆弾からクランクを守るために自分の身を挺して爆発に巻き込まれてしまい、再起不能となってしまう。ガゼルの残骸の元で泣きじゃくるクランクにスチュワートは「どんなに時間がかかっても君のお父さんは私が必ず蘇らせて見せる」と約束した。そして最終回の5年後の世界では約束を果たして元の人間の姿に戻っており、リュウの跡を継ぐ息子をクラッシュと共に見守る姿が描かれている。
ジョディ サマー (Jody Summer)
声 - 井上喜久子
銀河連邦高機動小隊の隊長。2月21日生まれで、血液型はB型。小隊所有の宇宙船「ギャラクシーランナー」の指揮も取り、遠隔操作可能なリモコンを所持している。基本的には冷静沈着な大人の女性として描かれており、高機動小隊のメンバーを時に厳しく、時に優しく見守る頼もしい存在。リュウ スザクをこの時代に目覚めさせたのは彼女である。
過去のゾーダが起こした事件で重傷を負い、体の半分がサイボーグと化している(この時の治療に携わっていたのがスチュワートであり、彼女の体の秘密は上層部でも一部しか知らされていない)。過去のトラウマから目的のためには犠牲を厭わない非情な面を合わせ持ち、常日頃から隊員達の安全を優先的に考えているために冷徹な態度をとりがちで、特に感情的な独断行動が目立つリュウとは衝突する場面も多かったが、スチュワートが彼女の過去と秘密をリュウに打ち明けて以降は彼の良き理解者となる。彼女自身もリュウと同様に熱くなりやすく無茶な所があり、スチュワートに宥められる場面も見られた。
リュウとジャックの問題行動には度々手を焼き、時に拳で制裁を加えたりする一方、ルーシーやクランクに対しては若干態度が甘くなる。
ファルコンハウスに来た事は全く無かったが、38話でクランクに誘われて以降、たまに訪れるようになった。好物はチーズフォンデュとワインで、趣味は仕事。料理は苦手らしい。
バート レミングは、ゾーダが起こした事件で殉職したと思われた兄、アンディ サマーである。38話でのバート レミングとの対面やキャプテン ファルコンからの忠告でアンディ サマーが生きているとの確証に至り、42話でクランクからキャプテン ファルコンの正体がバート レミングであることを知る。終盤ではキャプテン ファルコンの事を「兄さん」と呼んでいるが、実際にキャプテン ファルコンからジョディに自分の正体を打ち明ける場面は描かれていない。
ダークマターリアクターから救出したハルカをキャプテン ファルコンから託された後に交わされた会話が兄アンディとの最後の会話となった。
ダークマター消滅後に宇宙空間に浮遊したキャプテン ファルコンのヘルメットをリュウに託し、キャプテン ファルコンとして使命を全うした兄アンディを誇りに生きていくことを涙ながらに誓う。
ババ (Baba)
声 - 大和武志→岩田安宣
世間知らずな所をゾーダの口車に利用されて、ダークミリオンの偵察員、組織とブラディーチェーンとの架け橋として暗躍。なお、初登場の時は普通の男言葉だったが、後半で再登場した時にはオカマ口調になっていた。そのビッグマウスぶりは、マイケル チェーンに「信用が持てない」と思わせるほどである。ジャックとブラディーチェーンのいざこざの後、銀河連邦に逮捕されるが、その後も普通に登場している。最終的にはダークミリオンを離反し、最終話終盤の5年後の世界ではレースに乱入してきたゾーダに対して、ザ スカルと共に狼狽えていた。
オクトマン (Octoman)
声 - 大和武志
惑星タコラのために参戦していることはアニメでも同じだが、勝利には程遠く借金が重なるばかり。結局ゾーダの誘惑に負けて、仕方なくダークミリオンになる。子供が100人おり、故郷には自分が優勝ばかりしていると嘘の報告をするのがやっと。バイオ レックスとは仲が良く、タッグを組む。稀にスカルとトリオを組む事もある。
24話で惑星タコラから友人のタコハポン（声 - 飛田展男）率いる代表団が応援に来たレースでは、今度こそ優勝するべく終盤からゾーダの命令を無視してトップに立つが、あと2周でエナジー切れを起こしてしまう。しかし、珍しく参戦し張り切っていたジョン タナカがゴール目前でバイオレックスとの交戦の末スピン、リュウ達がそのまま巻き込まれ、まぐれながらも念願の初優勝を果たす。その後渡された優勝賞金はダークミリオンには渡さず、歓迎会の会場で使ったファルコンハウスへ全額電子マネーで振り込み、残った賞金は全て惑星タコラの応援団にお土産代として持たせた。なお、タコハポンがたこ焼きを食べているシーンがあるが、24話の脚本を担当した小山高生曰く「『タコのような宇宙人』だから共食いではない」らしい。
最終決戦では故郷への気がかりと高機動小隊の侵入阻止の捨て駒扱いにされていることに嫌気がさしており、バイオ レックス、スカル、ババと共にダークミリオンを離反した。
イー・エイ・ディ (EAD)
声 - 岩田安宣
性能テストのため高機動小隊に配属されており、リュウたちと共に、ダークミリオンの野望を止めるため日々奮闘している。カタコトの口調で話し、一人称は「オイラ」。両足のジェットで空を飛べるなど、体には様々な機能が搭載されている。人を信じやすく、隠し事ができない性格。ケイトの歌が好きで、その身を犠牲にしてゾーダに脅迫されていた彼女を護衛した。その後、新たに作り直されてバージョンアップしており、40話では初優勝を果たした。
女性限定のレディースレースでは、女装でピーチのコスプレをしており、ジョディとルーシーの護衛に乗り気だったが、あまりに見た目がキツかったため待機に回された。
ジェームズ マクラウド (James McCloud)
声 - 三木眞一郎
33話で登場。かつては軍隊に所属していた優秀なパイロット。だが、ある任務で上司からの裏切りに遭い、親友だったオドネルを失った日から人間不信になり、自分の利益のためだけに人を騙すことをしてきた。
高機動小隊やダークミリオンに軍隊仕込みの横暴な訓練を強要し、レースで互いに潰し合いをさせて優勝を勝ち取ったが、レース終了後に彼の計画を知ったダークミリオンに取り囲まれ、ピンチに陥った所をリュウ（ただ一人真面目に訓練を受けていた）に救われた。彼の過去を聞いたリュウからは彼のやり方がかつて自身を裏切った上官と同じだと決めつけ「あんたは間違っている」と咎めながらも「訓練は本物だった」という言葉を受け、本人は口には出さなかったが、その考えは徐々に変わっていった。
コーヒーのブレンドの好みはリュウと同じだが、ブラックで飲んでいた。だが、ラストではリュウと同じようにミルクを入れて飲んでいた。
33話での「バートのF-ZERO教室」では、7月13日生まれのA型で、『スターフォックス』シリーズに登場する惑星と同名のライラット系第3惑星コーネリア出身であることが紹介されたほか、ギャラクシードッグのメンバーであるペッピー・ヘアとピグマ・デンガー（共に『スターフォックス』シリーズに登場するキャラクターと同姓同名の人間キャラクター）もイラスト付きで紹介された。
ビリー (Billy)
声 - 相沢正輝
ダークミリオンのアタック要員。ゲームと違い気弱な性格で、一人称は「僕」。厳しい訓練とレースの邪魔をするだけの任務に嫌気が差し、組織を抜ける。高機動小隊に訓練所に残っている友達を助けて欲しいと嘘をつき罠に嵌めようとした。組織を抜けた理由は本当であり、リュウ達が罠を切り抜けた後は真実を話して真っ当なパイロットとして生きていくことを決意する。その後もレースに参戦しており、オクトマンとバイオレックスを蹴散らしつつゴールをするシーンもある。
GBA版によると、彼に負けたパイロットは翌日のメディアで「サル以下」と叩かれるらしく、アニメの活躍と大きく異なっている。
ケイト アレン (Kate Alen)
声 - 前田愛
年齢は25歳。ゲーム版とは異なり、勝ち気で我侭な性格。歌は主に落ち着いたバラード系が中心。ジョン タナカは彼女の大ファン。ゾーダの脅迫にも屈しない気丈な一面を持つ一方、誰かに利用される事を嫌う重度の人間不信で、当初はマネージャーのゴードンや高機動小隊の面々にも冷たい態度で接していた。
こうなってしまったのは、歌手として人気になっていく度に、その名声や人気を利用しようとする者ばかり周囲に集まるようになった事に嫌気が差し、心が荒んでしまったためであり、幼少期から好きだった歌も業務的にしか唄えず、憚らず「嫌い」とまで言い放つほどに情熱を見出せなくなっていた。しかしEADが命懸けで護衛したことが切欠で心を開き、歌への情熱を取り戻した。
15話では銀河連邦の一日署長を勤めたことが明らかになっており、自身のディナーショーにリュウとEADを招待していたが、彼女の大ファンであるジョン タナカのことは覚えていなかった。
レーサーとしての実力も高く、レディースレースではミセス アローと並んで優勝候補と言われている。
声優の前田愛は、AiMの名で今作のエンディングテーマを担当している。
ゾーダ (Zoda)
声 - 辻親八
年齢は42歳で、本名はゾーダック ストロベリー。5月19日生まれで、血液型はRh-のO型。150年前の凶悪犯罪者。多数の部下を連れて破壊と悪行の限りを尽くしていたが、当時警察官だったリュウに逮捕され死刑囚として投獄されていた。しかし脱獄して追跡していたリュウを罠に嵌め、コールドスリープへと追いやった。その後銀行を襲撃するが警察の作戦に引っかかり瞬間冷凍装置によって冷凍刑にされた。そして150年後、冷凍刑務所を襲撃したブラック シャドーの手によって人造人間として復活、ブラック シャドーの片腕としてリュウと再び激突する。だがブラック シャドー個人に対しては面従腹背であり、陰で「水牛」と揶揄したり、度々下克上を企てようとしている。劇中ではゲーム版のようにアロー夫妻をライバル視せず、リュウたちを狙っていた。頭部に付いているチューブを外されると激痛が走るらしく、ブラック シャドーに無理矢理外された時は断末魔を挙げていた。
26話では奪ったリアクターマイトをブラック シャドーに献上した際、本性を表しアジトごと吹き飛ばすが知らずに逃げ出しており、逆にリアクターマイトを体内に埋め込まれてミュートシティで破壊の限りを尽くしていたがブラック シャドーのスピンブースターで暗黒空間に幽閉された。32話ではリュウやファルコンと一緒に幽閉された増殖体のブラッド ファルコンを吸収した事でハイパーゾーダへと進化。その力で剣を作り出したり、冷凍刑にされる直前にリュウの恋人に遭遇する記憶を思い出したりしていた。
ケーキを丸ごと一口で食べる程の甘党。大抵チョコパフェを部下であるオクトマンたちに注文している。45話の「バートのF-ZERO教室」によると、彼が甘党になった理由は犯罪者となる前はケーキ工場でパティシエとして働いていた際、ケーキをしばしばつまみ食いした影響によるもので、それが原因でクビになり、すっかりグレて悪党になったという。ハイパーゾーダに変身してからは甘党ぶりにさらなる磨きがかかっている。
150年前はリュウや民間人を容赦なく殺害するなど凶悪犯っぷりを見せていたが、23世紀の方では凶悪ながらも前述の甘党ぶりをはじめコミカルな一面を見せる。
初めはリュウのことを軽視しており、しばらくは150年前に彼と会ったことも忘れていた。だが、次第にリュウをライバルとして意識し始め、ブラック シャドー関連の件においては彼を助けたりもした。
41話のファイヤーフィールドのレースで一度ブラック シャドーを倒すが、そこに後釜を守ろうとするミス キラーが立ち塞がる。43話でリュウを捕えて無実を証明しようとする彼女にリアクターマイトの力を使って過去の記憶を呼び戻した。だがリュウが本部から脱出した後、ブラック シャドーが何事もなく戻ってきたため、結局ダークミリオンの首領の座を乗っ取る計画は失敗に終わる。
長らく自分は150年前の人間だと思っていたが、実際は惑星ライトニングの秘密基地でブラック シャドー自らが道具として作った人造人間であった。ブラック シャドーは自分にとって最大の障害「宇宙を救うもの」であるリュウを抹殺するためにゾーダをリュウのいる過去の世界へと送り込んでいた。45話でそれを本人に告げられたことによってますますブラック シャドーへの反発心を強め、基地から脱出した後は過去を断ち切り、宇宙を支配する男として戦うことを決意する。
最終決戦の地、暗黒星雲にてブラック シャドーの計画を横取りしようとダークマターリアクター内部で戦いを挑むが、デスファイア発動後にリアクタードライブの影響下に置かれたことでマシンが制御不能に陥り、逆にブラック シャドーのブラックファイアをまともに受けてそのまま飛ばされてしまい、飲み込まれてしまった。だが最終回では取り込まれながらもオーバーロードを再度試みようとするリュウに煽りをかけ、それが勝利へと繋がることとなった。
ダークマターリアクターの爆発に巻き込まれたかに見えたが運良く生き残り、5年後のF-ZEROレースではハイパーゾーダ化以前の姿に戻っておりスタート直前にレースに乱入してきた。
ハイパーゾーダになった後の搭乗マシンはハイパーデスアンカー (HYPER DEATH ANCHOR) で、重量：1,670キログラム、性能評価：C/A/D。マシンナンバーは13で不変で、デスアンカーよりも一回り大きく、グリップ力を犠牲にしてボディ性能が大幅に強化されている。ゲームでは『CLIMAX』にのみ登場。
ジャック レビン (Jack Levin)
声 - 矢尾一樹
年齢は24歳。5月5日生まれで、血液型はO型。お調子者でアウトローな性格。女好きで、暇な時にクラブへ通っては女子をナンパしている。二枚目を気取っているが、実際は言うほどモテていないようで、女性ファンたちをリュウやシルバーにかっさらわれてしまうこともあった。
ストリート育ちで、幼少時から札付きの不良として暴れ回り、大変荒れていた。やがて「雷鳴の死神」の異名で恐れられる暴走族となったが、事故に遭い引退（その際に一般警察時代のジョディに助けられている）。その後はアイドル「チャッピー」としてデビューし、「幸せの青いマシン」や「恋する乙女…うふっ」なる歌を発表しているが、そのセンスは悪かった（リュウは気に入っているらしい）。後にドライビングテクニックを買われ高機動小隊へ入隊する。一人称は「俺」、もしくは「俺様」。
当初はリュウを150年前の人間としてしか見ていなかった事もあり、上から目線で彼を馬鹿にする発言が多く、そのためリュウとは事ある毎に喧嘩していたが、次第にその腕を認めるようになり、今は良き相棒にしてライバルといった関係を築いている。第40話のように些細な理由で子供のような喧嘩をする場合こそあれど、実際にリュウがピンチの時は助けようとしたり、最終話では「リュウがやられるわけないだろう」と弱気なジョン タナカにクランクと共に叱咤するなど、彼を大切な仲間だと思っている場面も多い。軟派な性格だが実はひそかに自分を助けてくれたジョディに惚れている。実力はあるが、先述通りすぐ調子に乗るため、レースの優勝回数は多くない。しかし、後期からは優勝回数が増えてきているらしく、稀にリュウより優勝する月もある。
バイオ レックス (Bio Rex)
声 - 藤本隆行
復活させたのはダークミリオンとなっており、そのまま一員になる。オクトマンとコンビを組む事が多く仲も良い。ゲームとは正反対に、気弱な一面を見せる事が多く、ゾーダやミス キラーに逆らえないなど頼りない部分が目立ち、主に敵の妨害と破壊工作をすることが多かった。オクトマンたちと同様にダークミリオンに心から染まってはおらず、最終的に化石に戻ってしまうことを恐れてダークミリオンを離反した。
ザ スカル (The Skull)
声 - 藤本隆行
宇宙一の黒魔術師。バイオ レックス同様ダークミリオンの手でこの世に復活、雇われてそのまま一員となる。なぜか爆発で首だけになっても生きていたりと謎が多い。当初はミス キラーと共に行動し、ゾーダに忠誠を誓っていなかったが初登場以降はコミカルな面が目立ち、ババとともにゾーダにこき使われる場面が多い。やたらと「骨」という言葉をよく使う。
彼の黒魔術には「特定の言葉を口にすると呪われる」「生涯に一度物体を意のままに操れる」などがあるが、役に立たない物も存在する。
ゲーム版『CLIMAX』でのプロフィールによると、生前はF-1グランプリのトップレーサーだったらしく、リュウの大先輩という事になる。しかし、アニメでは黒魔術師や悪党としての面しか描写されなかった。
ミス キラーがハルカに戻った後はゾーダの命令で彼女の監視を行っている。ミス キラーの裏切りが発覚してからはゾーダにくら替えした。最終的にはダークミリオンを離反し、最終話終盤の5年後の世界ではレースに乱入してきたゾーダに対してババと共に狼狽えていた。
アントニオ ガスター (Antonio Guster)
声 - 大西健晴
ステゴロが得意だったゲーム版と異なり、スーツに大量の爆薬を装備していることから「銀河系の弾薬庫」の異名を持ち、破壊を好む性格。ゴロー曰く苦楽を共にしてきた右腕だったが、内心では彼の甘いやり方に不満を持っていた。ダークミリオンの輸送船を襲った後に船を爆破させたことで、それを許さなかったゴローから、和を乱した罰で宇宙船を降ろされてしまう。その後、それを利用しようとするゾーダに仲間になれと誘われたが「アホか」と言い返して断る。その後マルチプレックスのレースに参加し、ゴローに自分を援護するよう言われるも、ゾーダの口車に乗せられる形でついに裏切り、攻撃を仕掛けるがリュウによって阻止され、ゴローと一戦交えた後はそのまま立ち去っていった。その後は一切登場しておらず、消息は不明。また、リサには全く信用されていなかった。『GX』同様に関西弁口調だが、一人称は『X』と同じで「俺」。
ビーストマン (Beastman)
声 - 松本保典
バイオ レックスを捕り逃がし続ける銀河警察を見かね、宇宙連邦から派遣されてやって来た猛獣ハンター。
猛獣に家族を全員殺されたという過去から、全宇宙の猛獣を根絶やしにしようと考えている、冷酷かつ過激な復讐心の持ち主で、バイオ レックスだけでなく何の罪もないレオンも狙う。
仕事のためには一切の手段を選ばないことから「鬼の狩人」と呼ばれており、銀河連邦内での評判は悪い。武器として銃や鞭を使う。
ミュートシティのレースにて、バイオ レックスを追い回している最中に起きたアクシデントで、獣人姿を晒したレオンに再び銃を向けるが、見境なく猛獣を殺そうとする姿勢をリュウに非難され、暫しの沈黙の後に「自分の目の届かない所へ失せろ」とレオンを見逃した。一人称は『GX』同様「オレ」。
レオン (Leon)
声 - 野島健児
ゲームとは異なり、普段は人間の姿をしており、F-ZEROレーサーとしての活躍はローカルレースが主体。ファルコンハウスで働いている謙虚な青年だが、その正体はビーストマンに追われている狼の獣人。
本作の惑星ズー出身者は、元々は凶暴な狼で、何百年もかけて世代交代を重ねて半獣の一族になったという設定になっている。人間体の姿は地球人とさほど変わらないが、極限状態の時に獣の姿に変身することで強い力を発揮できる。レオンは祖先よりも穏和な性格だが、満月を見るだけで感情と野性が昂り獣人姿に変身してしまう体質であり、それがビーストマンに目を付けられる原因となっていた。
レーサーになったのも、宇宙の至る所に身を潜める自身と同じ境遇の者を救いたいと思ったためである。
密かにルーシーに惚れていたが、ビーストマンに追い詰められたため、リュウには自らの秘密を打ち明け、その秘密をルーシーに伏せたまま、ミュートシティのレースを最後に街を出ていく決意をする。しかしレースの最中、マシンの転倒で潰されかけたルーシーを救うべく力を解放し、獣人姿を晒したことでビーストマンに再び命を狙われるも、リュウが「猛獣というだけで何の罪もない奴を殺すのか」と彼を諭したことで見逃され、レース後はそのまま街を去っていった。
最後まで自身の秘密をルーシーに打ち明けることはなかったが、ルーシーの方は既に彼の正体に気づいていた模様(二人で街を歩いている最中に偶然、尻尾が露出しているのを見ていた)。
スーパー アロー (Super Arrow)
声 - 長島雄一
ゲームとは違い、高級レストランの常連であるぐらいには金持ち。ゲーム以上に存在感をアピールしてはいるものの、ヒーローは「自称」らしい。その活躍はヘタレ系に通じるものがあるが、ピエロのように別の観点から人を救うキャラクターとなっている（ただし、かなりの天然）。ゲームと違いゾーダとの因縁は無い。実力がないわけではないが、ドジですぐに調子に乗る性格のおかげでF-ZEROパイロットとしての成績もイマイチ。メインストーリーに絡まないサブキャラクターの中では出番が多く、終盤は活躍しなかったが最終話には登場していた。
ゲームで相棒だったフクロウはフクロウ型ロボット「ズック」（声 - 千葉一伸）になっている。通信機になる他、しばしば彼のことを「オッサン」と呼んではキツいツッコミを入れたり、アロー夫妻の仲の良さに呆れたりしている。原作と同じく、恐妻家らしいが、そのような場面は一切描写されなかった。
ミセス アロー (Mrs. Arrow)
声 - 小松由佳
お調子者でおっちょこちょいなスーパーアローのよき理解者である点は同じだが、ゲームよりも淑やかな女性として描かれている。喧嘩をする事はほとんどなく、お互い「ダーリン」「ハニー」と呼び愛し合っている。『X』の時と同じくゴーグルを着用しているが、体格は筋肉を強調せず、スレンダーに描かれている。ホワイトランドのレースで優勝したり、レディースレースの優勝候補と言われている。
ゴマー&シオー (Gomar & Shioh)
声 - 長嶝高士（ゴマー）、高木渉（シオー）
あちこちでインチキな悪徳商売をしている、ハックマイン星から引退したマシンを持ち出して逃亡してきた指名手配中の詐欺師。また、フリカケル人は離れていると二人共死んでしまうという設定になっている。常に2人同時で喋り、「な、相棒」が口癖。銀河一の悪党になってブラック シャドーの部下になるため、ルーシーにインチキダイエット商品などを売りつけて彼女を激怒させていたが、彼らの熱意に同情したルーシーによって、一人用のマシンをツインノリッタとして改造することに成功した。
「ブーストは2回まで」というルーシーの忠告を受けて出場したレースでは、序盤こそ身軽な動きで大きくリードしていたが、ゴール直前でリュウに追い抜かれた事に焦って3回目のブーストを使用してしまい、その瞬間にマシンは大破、リタイアとなってしまう。結局は犯罪がばれて御用となるも、最後はルーシーの優しさに涙を流しながら、連行されていった。指名手配犯ではあったが、根っからの悪党と言うわけではなく、ルーシーに対しては「姉さん」と呼び慕い、心から尊敬していた。
シルバー ニールセン (Silver Neelsen)
声 - 島田敏（老人）、望月健一（若い頃）
ゲーム版と違ってレースの出場回数を覚えており（登場時は7776回目だったらしい）、優勝経験も豊富。異名は「鉄人ニールセン」と微妙に変更されている。若い頃はイケメンで結構モテたらしい。現在でも高齢ながらなかなかの肉体を保っている。
70年前にアンソニー ロプキンというライバルがいて、彼にだけはどうしても勝てなかったという過去があり、彼に挑戦状を叩きつけるも、約束の日の練習中に事故で重傷を負い、欠場を余儀なくされ、アンソニーもまたそのレースで事故死したとされ、約束は果たされないままだったが、アンソニーは事故の後にコールドスリープされており、時を経て当時と変わらない姿で復活。約束を果たすため再びレースで勝負することになる。
7776回目のレースを台無しにされた原因としてジャックに文句を言いつつも、彼がリュウに勝てない事に悩んでいるのを見抜いた上で鍛えてあげたりもした。アンソニーとの70年ぶりの対決を最後に引退する事をジャックに告げ、「勝ちたいなら何も考えるな」と助言した上でレースに臨み、結果はジャックの優勝、自身はアンソニーと同着3位で終わる。
レース終了後はジャックを讃えるが、一方で女性ファンにモテたことや「まだアンソニーとの決着がついてないから」という理由で、あっさりと引退を撤回した。
第1回F-ZEROグランプリの際に、キャプテン ファルコンやブラック シャドー、アンソニー、ミスターゼロらと共に撮られた写真がある。
マイケル チェーン (Michael Chain)
声 - 志村知幸
暴走族のヘッドという点はアニメでも変わらず。シャツには「M」の文字、左肩には鎖が付いたプロテクターを装着している。7話で初登場。
ドリームの恋人である青年トゥルカムを利用して優秀なパイロットを監禁し、レースで優勝賞金を独占しようとしたが、トゥルカムが改心して寝返った上、リュウと交戦中にスーパーアローの相方ズッグの不意打ちで隙を突かれ失敗に終わった。
37話では暴走族時代から因縁のあるジャックを仲間に引き込もうと、ババと協力してジャックとチキンレースや殴り合いを繰り広げる。最後はババ達メンバーと共に銀河連邦に逮捕されたが43話でババと共に姿だけ登場している。
ブラッド ファルコン (Blood Falcon)
声 - 銀河万丈
28話のマイティー ガゼル復活の際にブラック シャドーが盗んだスチュワートの遺伝子工学と、リアクターマイトの力によって作られたクローンで、何度死んでも新しいブラッド ファルコンが意思を継ぎ、現れる。19人に増殖し（クローン実験によって生まれた試作品）、本体は液体人間になる。『GX』のストーリーモードでは、ファルコンの流血したところからいきなり現れるような演出もなされている。一人称はゲーム同様「俺」だが、30話のみ「私」とも言っている。登場回によって性格が異なり、30話や38話では凶悪さの中に冷静さも併せ持っていたが、31話では凶暴性が強調されていた。
29話終盤で暗黒空間に幽閉されたゾーダに代わる新手の幹部として初登場。30話では惑星ライトニングのレースでファルコン、リュウ、ミス キラーのマシンを除いた全ての参加マシンを破壊し、ファルコンやリュウとスピンブースターを使用する程の激闘を繰り広げたが、マシンが持たなくなり敗北。ゴール後のコース上で落雷に撃たれて爆死するという壮絶な最期を遂げた。
32話で登場した増殖体は全てリアクターマイトを埋め込まれていたゾーダによって吸い込まれ、ハイパーゾーダにパワーアップさせる為の栄養分にされた。
38話では惑星タンカルで発見した新たなリアクターマイトをブラックシャドーから与えられ、リアクターマイトを奪うためにリュウとファルコンを呼び出して激闘を繰り広げたが、3者互いのリアクターマイトの共鳴で暗黒空間の扉が開いてしまい、リュウを庇ったファルコンと共に吸い込まれた。所持していたリアクターマイトはキャプテン ファルコンに奪われた（描写は無かったが、暗黒空間内でキャプテン ファルコンと勝負して敗北した模様）。
液体人間の方は39話で長官を監禁、彼らに成りすまして自作自演で高機動小隊を壊滅しようとしたが失敗。ジョディによって破壊された後、ドラゴンバードに忍び寄り火災現場の中でリュウに襲いかかるが、そのままブーストファイアのパワーに飲まれて消滅した。
ジョン タナカ (John Tanaka)
声 - 千葉一伸
銀河警察の本部長で高機動小隊の責任者。しかし気の弱さ故にあまり期待はされておらず、上からの命令とジョディ達の勝手な行動に振り回されて右往左往する情けない中間管理職。24話での『バートのF-ZERO教室』では視聴者から「彼はなぜ本部長になれたんですか」という珍妙な質問が届き、バートからは「世の中にはよく分からない大人の事情があって……（出世できているんでしょうね）」と言われている始末である。その時のバートから「良い大学に出ていたのでしょうか」という発言もあり、50話でも大学を首席で卒業したと言っているがジャックから「嘘をつけ!!」と突っ込まれているために真偽は不明。しかし実際には『CLIMAX』でのパイロット紹介では、一流のF-ZEROパイロットと記載されており、ジョディからは本部長は大物と評され、リュウ達からも信頼されている。24話で参加したレースではゾーダに比肩する実力を示し、リュウやジョディを驚愕させた。若干オカマ口調で喋り、一人称は「僕」、稀に「私」。ゲームと違いジョディに対する好意は特にないが、代わりにケイトの大ファンで、自分の仕事よりもケイトのコンサートを優先するほど（ただし、ケイト本人は彼のことを覚えていなかった）。
ドラク (Draq)
声 - 中博史
ゲームと同じく運送屋。ロジャーを兄弟と呼び、仲も良い。人が良い性格故にダークミリオンに利用されたり、ゾーダに捕まったりもした。
ロジャー バスター (Roger Buster)
声 - 藤本隆行
F-ZEROにはまっている描写はアニメの方が強い。運送屋である点は変わらず。一人称は「俺っち」。病弱なアリアスのために特産品のフルーツを届けた時に手術を控えている彼を勇気付けるためにリュウと共にレースで自分達が優勝したら手術を受けるよう約束する。そしてレース当日、ドラクを利用しようとしたダークミリオンに妨害されながらもリュウに続き2位でゴールし、アリアスとの約束を果たした。
ドラクと共に再登場した45話で、惑星ライトニングにあるダークミリオンの秘密基地を探ろうとしたゾーダに捕まった。だが同じく基地の秘密を探るハルカの機転で脱出。基地の自動防衛システムに狙われそうになったリュウを間一髪のところで助け、基地まで案内した。その最中、ゾーダの妨害に遭いながらもブラックシャドーに立ち向かおうとしたが吹き飛ばされてしまった。しかし、ラストでは基地から脱出したリュウをジョディたちと共に駆け寄った。
クラッシュ (Clash)
声 - 千葉一伸
高機動小隊のエンジニアで、メンバーのマシンのセッティングを担当している。自らがマシンに乗ってレースに出る回数は少なめ。高機動小隊のメンバーの中で最年長であるため、穏やかな性格でルーシーや仲間らを暖かく見守る。油の臭いが好きで、嗅いでいないと落ち着かない一面もある。ルーシーに対しては娘のように可愛がっているが軟派なジャックに対してはよく憎まれ口を叩いている（EADも多少その影響を受けているが少なくとも彼はジャックを信頼している）。メカに夢中になりすぎて周りが見えなくなる癖がある。なお、ドラゴンバードを組んだのは彼だが、そこに組み込まれていたリアクター マイトの秘密は知らされていなかった。
ブラック シャドー (Black Shadow)
声 - 若本規夫
銀河連邦に対抗する悪の組織「ダークミリオン」の首領で、今作最大の悪役。銀河連邦からは指名手配されているが、治外法権が適用されているF-ZEROレースには姿を見せる。一人称は「私」。
レースで敵を破壊したり、リアクター マイトのパワーを増幅させるためにゾーダやリュウ達を道具として利用することに喜びを感じるなど悪役らしい性格がにじみ出ている。冷凍刑務所を襲撃してゾーダを復活、ハルカをミス キラーとしてこの時代に蘇らせ、影であるドン ジーニーやデスボーンになりすましてF-ZERO委員会に暗躍していた。
41話ではレースに飛び入り参加するが溶岩の熱さによってリアクター マイトのパワーが増幅したゾーダによってマグマの海に落とされ死んだと思われていた。しかし、43話の終盤で何もなかったかのように無事な姿を見せた。
最終回では最大の夢である宇宙を破壊して暗黒に染めるべく、ダークマターリアクター内部でハルカを人質にとり余裕と高笑いに満ちた表情でリュウと交戦するが合流したキャプテン ファルコンの妨害と自らが道具として作り上げリアクタードライブに送り込んだゾーダがリュウに活を入れたことでターミナルコアが暴走、自業自得という結果に終わった。
その後、爆風に巻き込まれながらもマシンから飛び出し反撃しようとしたがキャプテン ファルコンが放ったファルコンパンチの直撃によってエネルギー炉の中心に落とされキャプテン ファルコンと共に消滅した。第1回グランプリの写真で姿を確認でき、そのことからキャプテン ファルコン同様個人名ではなく「悪の帝王」が代々襲名していく肩書きの様子である。
ドン ジーニー (Don Genie)
声 - 茶風林
『AX』のキャラクターの中で唯一アニメ版に登場。武器商人としてレースを開催したりしていた。しかし彼の正体はブラック シャドーの影（分身）にすぎなかった。一度だけマシンに乗る場面があったが、ファットシャークではなく、バーサーカー（ファルコン）のレッドブルと同型だった。なおゲーム版『ファルコン伝説』および『CLIMAX』には登場しない。『AX』と異なり丁寧な口調で喋る。
デスボーン (Deathborn)
声 - 若本規夫（※加工有）
表向きはF-ZERO委員会の代表である。普段は無口で何も喋らない（呼吸音のみ）。F-ZERO委員会本部に拉致されたリュウをリアクターマイトの装置に押し込んで記憶を消去させようとしたが、バーサーカーに変装していたキャプテン ファルコンの乱入と「セイブス」として覚醒したリュウの力によって失敗に終わる。彼もドン ジーニー同様、ブラック シャドーの影（分身）にすぎず、ゲーム版と立場が逆転している。（アニメのブラック シャドーの性格や口調などゲーム版のデスボーンと酷似している）ブラック シャドーは彼の姿でF-ZERO委員会を支配していたのである。
ミスター ゼロ
声 - 飛田展男
F-ZEROにおける実況担当。常にハイテンションであり、靴や装飾品にはF-ZEROマシンをモチーフとしたデザインが施されている。なお、70年前の第一回F-ZEROグランプリの記念写真に若い頃のニールセン等と共に写っている。
ゲームにもよく登場しており、初代では取扱説明書の漫画に、『X』ではスタート時のカウントやエンディングに、『GX』ではレース優勝後のF-ZERO TVのインタビュアーとして登場し、優勝者であるプレイヤーにインタビューするが、その時の優勝プレイヤーが危険人物(ピコ・ブラックシャドー・ブラッドファルコンなどの悪役)だった場合は怯えながらインタビューをする。
銀河連邦警察長官
声 - 志村知幸
銀河警察の責任者。リュウ達の力を高く買っているが、ジョン タナカはあてにしていない。ブラッド ファルコンに捕まった事もあった。
サスケ、白雲（はくうん）、幻斎（げんさい）、月影（つきかげ）
声 - 川上とも子（サスケ）、野中秀哲（白雲）、滝知史（幻斎）、高橋裕吾（月影）
サムライ ゴローの部下である宇宙盗賊。ゴローのことを御頭と呼び慕っている。第4話では、サスケがレイナと言う名で女装姿で登場していた。
アリアス
声 - 戸田真衣子
病に苦しむ少年。5話で初登場した際はゴローに奪われた薬で無事に助かる。10話ではリュウとロジャーがレースで勝ったら手術を受ける約束をする。クランクといつの間にか友達になった事が36話で明らかにされており、最終回では逞しく成長し、元気な姿を見せている。
ローズ
声 - 浅野まゆみ
150年前、リュウとハルカの友人であった女性警察官。実はアリアスの先祖であり、彼女の残した日記から150年前の事件の真相が明らかになる。
レイナ
声 - 川上とも子
病気の少女。届くはずだった薬がサムライ ゴローの名前で悪事を重ねていたビビリビッチに奪われ、母親（声 - 戸田真衣子）と一緒に途方にくれていた。実は彼女の正体はサスケである。
トゥルカム
声 - 福山潤
ドリームの恋人。ドリームとの贅沢な生活を高望みするあまり、マイケル チェーンの言いなりになっていたが、彼女の説得で目を覚ます。
ドリーム キャサリン
声 - 笹本優子
トゥルカムの恋人。実は家出した大富豪の娘であった。マイケル チェーンとの闘いが終わった後に彼と結婚する。
ビビリビッチ
声 - 千葉進歩
宇宙盗賊。服に書かれた「汁」の文字がトレードマーク。サムライ ゴローの名を利用して悪事を重ねていたが、本物のゴローに発覚しお仕置きされる。その後、リサがリアクターマイトを手に入れた際、ゾーダと共にそれを奪おうとして再登場。リサを人質にして、ゴローの手に渡ったリアクターマイトを渡すように要求するが、リサに逃げられ、逆に人質に取られてしまい、挙句の果てにゾーダに見捨てられるという悲惨な結果に終わった。彼の部下は、その後リサの配下についている。
ゴードン
声 - 藤田圭宣
ケイト アレンのマネージャー。アービン ゴードン（ザ スカル）と同じ苗字だが、容姿は全く異なる別人。ジョン タナカ（本人曰く「友達」）の事を「タナカちゃん」と呼ぶ。
オドネル
声 - 森川智之
33話で登場。軍に所属していたジェームズ マクラウドの親友だった色黒の男性。上官の裏切りによって銃撃され戦死し、彼の死がマクラウドを人間不信に陥らせるきっかけとなった。『スターフォックス』シリーズに登場するウルフ・オドネルと同姓の人間キャラクター。

### 用語
高機動小隊
銀河連邦警察に設置された特殊部隊で、リュウ達が所属している。一般の警察では手に負えない事件などを担当し、また犯罪者も多く集まるF-ZEROレースに参加し優勝することで、賞金を悪用されないようにするのが主な任務。直接の上司にタナカ本部長がいるが、実質的指揮官は小隊長のジョディである。その性質上、隊員は全員がF-ZEROパイロットであり、表向きの肩書きもそのようにして活動している（ただし、レースで優勝しても賞金は個人のものにならず、全て銀河警察の手に渡る。隊員は給料しか貰っていない）。移動及び戦闘用の巨大宇宙船「ギャラクシーランナー」を所有している。
マグレット
高機動小隊のメンバーが所有する通信機。また、高機動小隊のF-ZEROマシンを起動するためのデバイスとしても使用されており、ジャック曰く「命の次に大事な物」とのこと。これをかざすことで銀河警察の電子ロックも解除できる。一度だけリサ ブリリアントに奪われたことがある。
ダークミリオン
ブラック シャドーを首領とする悪の犯罪組織。F-ZEROレースに参加するのは資金稼ぎの一環であり、F-ZEROレースのチケット転売や非ライセンス商品販売なども行っているらしい（ゲーム版カードe+参照）。
部下達の忠誠心は必ずしも高いとは言えず、利用されていたり金に困っていたりで仕方なく悪事を行っている者も多く、またゾーダは常にシャドーの地位を狙っている。なお、シャドーの趣味なのか組織の傾向なのか、過去の人間や生物などを蘇らせることが度々行われ、バイオレックスやザ スカルはダークミリオンの力で現代に生まれ、そのまま組織に組み込まれている。
ファルコンハウス
ミュートシティの一角でバート レミングが経営する喫茶店。大のF-ZEROファンであるバートはレースの日に店を休むこともあるが、バートの人柄やコーヒーの味に惹かれてやってくる常連客は多い。リュウやルーシーなど、若者達の憩いの場でもあり、物語中で多くのF-ZEROレーサーが訪れる。
リアクター マイト
第25話で初登場した、物語の鍵となる超物質。莫大なエネルギーを秘めており、マシンに組み込むことでブーストファイア（スピンブースター）が可能になる。ゾーダはその肉体に埋め込まれ、大量のブラッドファルコンを吸収したことでハイパーゾーダへと進化し、ブラッド ファルコンはこの力とドクター スチュワートの遺伝子工学を盗んだブラック シャドーの手によって作られたクローンである。宇宙に6個存在しており、ドラゴンバードとブルーファルコンに1個ずつ、ブラックブルには2個搭載されている。後にドラゴンバードも2個になる。使い込むことで更にエネルギーが上がり、最大限に高められたリアクター マイトが6個集まればビッグバンを起こすことも可能である。
ブーストファイア
リアクター マイトを搭載したマシンの切り札。マシンにかかる負担の考慮から、通常は1レースに一度しか使えない。通常のブーストを遥かに上回る加速に加え、マシンの周囲には回転する特殊なフィールドが展開される。ドラゴンバードとブルーファルコンが協力した時には、ワープゲートの異常を止めるほどのエネルギーを放出した。使用の際にはマシンの制御装置を外さなければならず、ブーストの発動タイミングもシビア。バランスを失うと命の危険性を伴うため、使いこなすには慣れが必要。リアクター マイトの数が多いほど強力になり、それによって空間を切り裂くことも出来る。当初、リュウ スザクやキャプテン ファルコン、ブラック シャドーしか使用出来なかったと思われたが、肉体に直接埋め込まれてハイパーゾーダ化したゾーダや、キャプテン ファルコンと同等のマシン操縦技術を持っていたブラッド ファルコン（30話の発動時にはリアクター マイトは未所有）も発動した。
なお、ゾーダ（41話、50話。但し32話でリュウやファルコンと共同で発動した際は「ブーストファイア」と叫んでいた）は「デスファイア」、ブラッド ファルコン（30話、38話）やブラック シャドー（26話、32話、47話、50話、最終話）は「ブラックファイア」、と叫んでからブーストファイアを発動する。
毎週の次回予告の最後には、リュウが「キミの心に、ブーストファイア!」と叫ぶ。
サンドイッチバースト
第16話で初登場した、スーパー アローが命名および実践した特殊技術。二台のマシンが極めて接近した状態で並走しながらブーストすると、間に強力なフィールドが発生し、その間をブースト発動中の三台目のマシンが走り抜けることで、弾かれるように莫大な加速が得られる。
当初はアローとリュウ、そして話を持ちかけたミス キラーくらいしか知らなかった技術だったが、22話や45話で高機動小隊が同じ名前で使用している場面がある。
レディースレース
第21話で開催された、年に一度の女性限定F-ZEROレース（男子禁制）。優勝者には「ミス銀河宇宙連邦」の称号が与えられる。去年（即ち2201年）の優勝者はジョディだったが、今年（即ち2202年）はミス キラー、ケイト アレン、ミセス アロー以外のパイロットによる凄まじい妨害行為（ミサイルなどの武器を使用するなど）が多発してコースが崩壊したためにレース続行不可能になり、中止にされた。あまりの恐ろしさに、男性陣（ブラック シャドー含む）は引き気味であった。
なお、ミス キラーに大きい顔をされたくなかったゾーダは女装して参加するも、すぐにバレてしまい「おしおきよ!」と言いながら宇宙船で攻撃した。その際のゾーダの衣装デザインはタダノカズコ。
ファルコンパンチ
第51話（最終話）でキャプテン ファルコンが放った。元々『大乱闘スマッシュブラザーズシリーズ』でのファルコンの必殺技。最後の最後にブラック シャドーが逃亡するのをこの技で阻止して銀河規模の爆発に釘付けにした。なお、スマブラシリーズとは異なり鷹の形をした炎ではなく青色の電撃を放っている。

### バートのF-ZERO教室
毎週の次回予告の後に行われるCパートにあたるおまけコーナーで、バート レミングが子供向け教育番組のマリオネットを思わせる造形の「バート先生」に扮して（先生曰く「動かしている人なんていません」）、『F-ZERO』の世界観やキャラクター紹介、『ファルコンハウス』に設置されている『ファルコンポスト』に寄せられた（という設定の）視聴者からの質問（第8話から募集開始）に答えたりする。始まりの「やあ、今日の『F-ZERO ファルコン伝説』は面白かったかな?」と、終わりの「それでは、ごきげんよう」が決まり文句。
膨大な設定を持つ『F-ZERO』の世界を本編だけでは追い切れない人向けへの説明コーナーだが、回を重ねるごとに内容が変わる。後述のファルコン関連の話題だけでなく、次第にシリアスになっていく本編に対して常にマイペースを維持する先生（ファルコンの正体が判明しようが、行方不明になろうがいつも通りだった）、映像や台詞と無関係にカクカク動く先生の人形で珍妙な質問をするが、なぜ顔に傷があるのかは頑なに隠そうとする姿勢がある。また第40話の予告では、ギャグメインの話だったこともあり、バート先生風のリュウとジャックが現れて、同様の口調で予告をするといったセルフパロディも行われた。
なお、ファルコン関連の話題が出ると褒めるが、逆にライバルであるブラックシャドーに対しては異常なまでの敵対心を見せ、シャドーが死んだかに思われた41話では大はしゃぎで進行していた（ゲーム版『ファルコン伝説』のストーリーモードではブラックシャドーが死んだと思われた場面を見ても影武者だとすぐに見抜く場面がある）。
また、質問に答えるだけではなく、キャラクターの誕生日にプレゼントを送ってくれた視聴者に感謝の言葉を述べたり、終盤には「『F-ZERO CLIMAX』のソフト」、「1/1バート先生人形」、「ジャックのアイドル時代のアルバムジャケット（非売品）」を視聴者にプレゼントしたりもしていた。

### 商品展開について
試作品まで完成していたF-ZEROマシンのポピニカも未発売に終わったが、マシンとシューターがセットになった「ブーストダッシュ!」が数種類発売されている。
DVD版はマーベラスエンターテイメントより全13巻が発売されている。

### 日本国外の放送
本放送終了後、アメリカのネットワーク局『FOX』のアニメ専門枠「4KIDS.TV」で『F-Zero: GP Legend』というタイトルで2004年9月から2005年3月まで放送された。しかし視聴率が4Kids枠内でも最下位の状態が続いていたため全51話は放送されず、第15話「スナイパー・ピコ」を最後に放送が打ち切られた。DVDに関してもアメリカ国内で発売されないままの状態が続いている。

### スタッフ
- 原案 - F-ZEROシリーズ（任天堂）
- 監督 - 知吹愛弓
- 監修 - 宮本茂、今村孝矢
- シリーズ構成 - 酒井あきよし
- キャラクターデザイン - 芦田豊雄
- メカニックデザインワークス - 大河広行、小原渉平
- F-ZEROカーデザイン - 村上克司
- コンポジットデザイナー - 早川哲司
- 総作画監督 - 吉田大輔
- 美術監督 - 武藤正敏
- 色彩設計 - 梅田祐樹
- 撮影監督 - 澤口幸一
- 編集 - 山森重之
- 音響監督 - 松浦典良
- 音楽 - 根岸貴幸
- 3DCGI監督 - 林秀則
- 3DCGI協力 - 円谷プロダクション、discreet
- 3Dディレクター - 祖父江威則
- プロデューサー - 東不可止、杉山豊、平瀬清範
- 製作プロデューサー - 増田光弘、正木直幸
- 製作 - テレビ東京、電通、葦プロダクション

### 主題歌
オープニングテーマ「THE MEANING OF TRUTH」（第1話 - 第50話）
作詞 - 青木裕光 / 作曲・編曲 - 中山崇史 / 歌 - HIRO-X
第5話からはタイトルカードにて、効果音が付くようになり、第40話からは映像も変更された。
最終話ではクライマックスのシーンに挿入歌として使われた（最終話オープニングは歌なし）。
エンディングテーマ「Resolution」（第1話 - 第50話）
作詞 - ai / 作曲・編曲 - 丸茂心吾 / 歌 - AiM
最終話エンディングは歌なし。
挿入歌「Forever」
作詞 - Fortuna/川鍋ゆみ / 作曲 - Fortuna/chaos / 編曲 - 森山輝一 / 歌 - AiM
歌手のAiMはケイト役の前田愛であり、この挿入歌はケイトのコンサートのシーンなどで使われていた。

### 各話リスト
数え方は「LAPxx」である。ただし、第1話は「OPENING LAP」、最終話は「FINAL LAP」とされていた。なお、通常は青のバックにタイトルが出るだけの簡素なものだが、一部の回ではCGなどの特殊演出付きでサブタイトルが入っていた。
| 話数 | サブタイトル                   | 脚本                       | 絵コンテ         | 演出             | 作画監督              | 放送日         |
| ---- | ------------------------------ | -------------------------- | ---------------- | ---------------- | --------------------- | -------------- |
| 1    | 伝説・スタート!!               | 酒井あきよし               | 知吹愛弓         | 知吹愛弓         | 高橋美香              | 2003年 10月7日 |
| 2    | キャプテン ファルコン          | 酒井あきよし 薗田正弘      | 長尾粛           | 長尾粛           | 井上善勝              | 10月14日       |
| 3    | 見習い隊員ルーシー             | 竹田裕一郎                 | 犬川犬夫         | 犬川犬夫         | 金城真司              | 10月21日       |
| 4    | サムライ ゴロー参上!           | 静谷伊佐夫                 | 箕ノ口克己       | 箕ノ口克己       | 宮司好文              | 10月28日       |
| 5    | ブリリアントな罠               | 市野奈美                   | 桝井剛           | 桝井剛           | 重松しんいち 相坂直紀 | 11月4日        |
| 6    | 歌姫・ケイト アレン            | 薗田正弘                   | 善聡一郎         | 宮本幸裕         | 嶋津郁雄              | 11月11日       |
| 7    | マイケル チェーンの罠          | 小山高生                   | 奥田誠治         | 大関雅幸         | 高橋美香              | 11月18日       |
| 8    | 謎の女・ミス キラー            | 高橋孝之介                 | 長尾粛           | 長尾粛           | 井上善勝              | 11月25日       |
| 9    | ジョディの秘密                 | 酒井あきよし               | 奥田誠治         | 犬川犬夫         | 菅井嘉浩              | 12月2日        |
| 10   | ロジャー&ドラク                | 小山高生                   | マキノ吉高       | マキノ吉高       | 宮司好文              | 12月9日        |
| 11   | 惑星ヘルから来た少年           | 高橋孝之介                 | 玉井公子         | 清水一伸         | 荒川たまお 尹善奎     | 12月16日       |
| 12   | 笑うブラック シャドー          | 薗田正弘                   | 奥田誠治         | まつもとよしひさ | 高橋美香              | 12月23日       |
| 13   | 仁義                           | 高橋孝之介                 | 福島一三         | 長尾粛           | 須田正己              | 2004年 1月6日  |
| 14   | 鉄人ニールセン                 | 市野奈美                   | 浅見松雄         | 宮本幸裕         | 高橋昇                | 1月13日        |
| 15   | スナイパー・ピコ               | 酒井あきよし 薗田正弘      | まつもとよしひさ | 犬川犬夫         | 川畑エルキン          | 1月20日        |
| 16   | スーパーアローにお任せ!        | 柳川茂                     | マキノ吉高       | マキノ吉高       | 宮司好文              | 1月27日        |
| 17   | リュウの華麗な休日             | 柳川茂                     | 奥田誠治         | 桝井剛           | 杉本光司              | 2月3日         |
| 18   | クランクの冒険                 | 薗田正弘                   | 宮本幸裕         | 宮本幸裕         | 高橋昇                | 2月10日        |
| 19   | ルーシーのゴマシオ大作戦       | 市野奈美                   | 玉井公子         | 清水一伸         | 白土理徳              | 2月17日        |
| 20   | 消えたミセス アロー            | 柳川茂                     | 加藤洋人         | まつもとよしひさ | 加藤洋人              | 2月24日        |
| 21   | 熱き女たちのバトル!!           | 江夏由結                   | 福島一三         | 福島一三         | 須田正己              | 3月2日         |
| 22   | リュウとファルコン             | 薗田正弘                   | 藤原良二         | 石川敏浩         | 川畑エルキン 金城真司 | 3月9日         |
| 23   | 駆け抜けろ! スピンブースター!! | 玉井☆豪                    | マキノ吉高       | マキノ吉高       | 宮司好文              | 3月16日        |
| 24   | オクトマン・ドリーム           | 小山高生                   | 桝井剛           | 桝井剛           | 杉本光司              | 3月23日        |
| 25   | 超物質リアクター・マイト!      | 江夏由結                   | 奥田誠治         | 岡崎幸男         | 白土理徳              | 3月30日        |
| 26   | ゾーダの野望                   | 江夏由結                   | 奥田誠治         | まつもとよしひさ | 吉川博明              | 4月6日         |
| 27   | ビーストハンター               | 酒井あきよし               | 宮本幸裕         | 宮本幸裕         | 高橋昇                | 4月13日        |
| 28   | ブラック シャドーからの招待状  | 酒井あきよし               | 竹内浩志         | 山崎茂           | 高田三郎              | 4月20日        |
| 29   | マイティ ガゼル!               | 柳川茂                     | 福島一三         | 福島一三         | 須田正己              | 4月27日        |
| 30   | もう一人のファルコン           | 薗田正弘                   | 奥田誠治         | 濁川敦           | 菅野智之              | 5月4日         |
| 31   | おもかげ                       | 柳川茂                     | 藤原良二         | 石川敏浩         | 石井和彦 川畑エルキン | 5月11日        |
| 32   | 暗黒からの叫び                 | 江夏由結                   | 桝井剛           | 桝井剛           | 杉本光司              | 5月18日        |
| 33   | ジェームズ マクラウド          | 野中幸人                   | マキノ吉高       | マキノ吉高       | 高瀬言                | 5月25日        |
| 34   | クランクとガゼル               | 酒井あきよし               | 奥田誠治         | 粟井重紀         | 長森佳容              | 6月1日         |
| 35   | ファルコンの告白               | 小山高生                   | 石山タカ明       | 宮本幸裕         | 嶋津郁雄              | 6月8日         |
| 36   | ハルカ                         | 酒井あきよし               | 桝井剛           | 桝井剛           | 宮司好文              | 6月15日        |
| 37   | 死神ジャック レビン            | 野中幸人                   | 福島一三         | 福島一三         | 須田正己              | 6月22日        |
| 38   | ファルコンの紅い花             | 柳川茂                     | 藤原良二         | 山崎茂           | 工藤柾揮              | 6月29日        |
| 39   | 高機動小隊、解散!              | 酒井あきよし               | マキノ吉高       | マキノ吉高       | 高瀬言                | 7月6日         |
| 40   | コーヒーブレイク               | 知吹愛弓 江夏由結 大河広行 | 知吹愛弓         | 知吹愛弓         | 宮司好文              | 7月13日        |
| 41   | 消滅! ブラック シャドー        | 江夏由結                   | 奥田誠治         | 石川敏浩         | 池下博紀 石井和彦     | 7月20日        |
| 42   | ドン ジーニーの城              | 柳川茂                     | 桝井剛           | 桝井剛           | 杉本光司              | 7月27日        |
| 43   | 目覚め                         | 酒井あきよし               | 石山タカ明       | 宮本幸裕         | 嶋津郁雄              | 8月3日         |
| 44   | ブラック シャドーの企て        | 薗田正弘                   | 福島一三         | 福島一三         | 須田正己              | 8月10日        |
| 45   | ゾーダ                         | 野中幸人                   | 濁川敦           | 濁川敦           | 菅野智之              | 8月17日        |
| 46   | 伝説の男                       | 酒井あきよし               | 奥田誠治         | 桝井剛           | 宮司好文              | 8月24日        |
| 47   | 運命 -さだめ-                  | 江夏由結                   | マキノ吉高       | マキノ吉高       | 高瀬言                | 8月31日        |
| 48   | 暗黒のリアクター               | 柳川茂                     | 藤原良二         | 石川敏浩         | 寺尾洋之              | 9月7日         |
| 49   | 150年の決着                    | 酒井あきよし               | 桝井剛           | 桝井剛           | 杉本光司              | 9月14日        |
| 50   | ブラック シャドー              | 酒井あきよし               | 石山タカ明       | 宮本幸裕         | 嶋津郁雄              | 9月21日        |
| 51   | ファルコン伝説!!               | 酒井あきよし               | 知吹愛弓         | 山崎茂           | 宮司好文              | 9月28日        |

### 放送局
- テレビ東京・TXN系
  - 毎週火曜日 18時30分 - 19時00分
- BSジャパン
  - 毎週水曜日 18時55分 - 19時25分

| テレビ東京系 火曜18:30 - 19:00枠 | テレビ東京系 火曜18:30 - 19:00枠 | テレビ東京系 火曜18:30 - 19:00枠 |
| 前番組                           | 番組名                           | 次番組                           |
| -------------------------------- | -------------------------------- | -------------------------------- |
| アソボット戦記五九               | F-ZERO ファルコン伝説            | BLEACH                           |

## 携帯ゲーム
同名のゲームは2003年11月28日に任天堂よりゲームボーイアドバンスで発売された。『F-ZERO』シリーズの第5作目。
新しいモードとして、ゲーム中で要求されるさまざまな操作を習得するためのゼロテストが追加された。コースの一部分もしくは1周を走ったタイムにより3段階の評価がなされる。
2014年10月1日にWii Uバーチャルコンソールで配信された。内容は当時のままだが、こちらはカードe+には対応していない。また、2024年10月11日より『ゲームボーイアドバンス Nintendo Switch Online』収録ソフトのひとつとして配信がされた。こちらはカードe＋限定コースやマシンを収録している。

### カードe対応
ゲーム版はカードe+に対応しており、マシンやコースを追加したり、ゴーストを読み込むことによって上級者の走りを鑑賞したり、その記録に挑戦したりすることができる。カードダスと店頭販売の袋売りの2種類のパッケージが存在し、カードダス（1回につきマシン (4) 、コース (8) 、チャレンジ (8) のカードe+合計20枚の中から2枚と、登場人物の紹介のみのキャラクターカード18枚の中から1枚の計3枚）が全20枚（キャラクターカードを含まず）、袋売り（1袋につきマシン (8) 1枚、コース (16) 2枚、チャレンジ (16) 2枚の計5枚）が全40枚であるが、うち10枚（マシン2枚、コース4枚、チャレンジ4枚）は重複している。この重複している物については絵柄は異なる（ただし描かれているキャラクターは同じ）が互換性があり、両パッケージのカードを混ぜて使用することも可能である。
マシンカードでは入手条件の厳しいマシンや通常では出現しないマシンを追加することができる。一方の長辺にマシンを記録したeコードが、他方の長辺にはパイロットを記録したeコードが記録されており、両方のデータをそれぞれ転送することでマシンが追加される。なお、カードe+限定マシンであるソニックファントム、ナイトサンダー、エレガンスリバティ、ムーンシャドーの4台は対戦では使用できない。ちなみに、先述の4台とそれ以外のカードではデータ転送にかかる時間が異なる（後者はほぼ一瞬で終わる）。
コースカードではタイムアタックモードにおいて新しいコースを追加することができる。2本の長辺にeコードが記録されており、この2つのeコードを組にしてデータを転送することでコースを追加する。なお、追加したコースはタイムアタックとトレーニングでのみ出現し、対戦では選択できない。
チャレンジカードには上級者の走りが記録されている。2本の長辺にeコードが記録されているのは他のカードと同じであるが、チャレンジカードは4枚で1組となっており、8本のeコードを読み込ませることで機能する。転送されたデータはその場でリプレイとして鑑賞することができ、ゴーストとして保存することによりタイムアタックモードでその記録に挑戦することも可能。

### ルール
- 最初から使用可能なマシンは5台。さらにグランプリなどのクリア状況及びカードe+からのデータダウンロードにより、最終的に34台まで増える。そこから自分が選んだマシンを除く相手マシン29台との5コース5周勝負。ブロンズカップ、シルバーカップ、ゴールドカップ、プラチナカップの4シリーズがあり、プラチナカップでは8レース5周勝負となっている。尚、ゴールドカップの5レース目は2種類のコースがランダムで選ばれ、ブロンズカップからゴールドカップまでのEXPERTクラスはコースが他のクラスで登場したコースをアレンジしたものとなる。
- 5周完走者はその順位に応じてポイントが与えられる。この合計得点で総合順位が決定される。
- ブーストは2周目以降、エネルギーを一定量消費して使用する。エネルギーが一定量以上ある限り何回でも使用可能。
- 路外転落、クラッシュ時はスペアマシンを1台（初期状態は4台）消費して再レース可能。ただし、EXPERTのPLATINUM CUPのみ初期のスペアマシンが0台なので再レース不可。

## 漫画
- F-ZERO小学校 伝説のファルコン先生（作者：矢高鈴央）

別冊コロコロコミックにて連載されていた漫画。単行本化されていない。